# Gobierno Morgan
El Gobierno de Eluned Morgan es el gobierno en funciones de Gales desde el 6 de agosto de 2024, liderado por Eluned Morgan como Ministra Principal. Su formación siguió a la dimisión de Vaughan Gething tras la ruptura del acuerdo de cooperación con Plaid Cymru y una moción de censura fallida, dando paso a un nuevo liderazgo dentro del Partido Laborista galés.
El gabinete está constituido por miembros del Partido Laborista, que gobierna en minoría, continuando con el modelo de administración minoritaria establecido tras las elecciones al Senedd de 2021.

## Antecedentes
En las elecciones al Senedd celebradas el 6 de mayo de 2021, el Partido Laborista galés obtuvo 30 escaños, uno menos que la mayoría absoluta en la cámara de 60 miembros. Esto permitió la continuidad de Mark Drakeford como Ministro Principal, liderando un gobierno minoritario, aunque fortalecido por un acuerdo de cooperación alcanzado en noviembre de 2021 con Plaid Cymru.
El acuerdo de cooperación entre Labour y Plaid no implicó una coalición formal, sino un compromiso para colaborar en una serie de políticas conjuntas y garantizar estabilidad parlamentaria, similar al acuerdo «One Wales» de 2007–2011.

### Crisis de liderazgo de 2024
En diciembre de 2023, Mark Drakeford anunció su intención de dimitir en marzo de 2024. Vaughan Gething fue elegido líder de Welsh Labour y asumió el cargo de Ministro Principal el 20 de marzo de 2024.
Durante su breve mandato, Gething enfrentó controversias sobre financiación de su campaña y problemas internos en el grupo parlamentario. En junio de 2024, Plaid Cymru anunció la finalización del acuerdo de cooperación con Labour, debilitando al gobierno. Posteriormente, Gething perdió una moción de censura simbólica y anunció su dimisión el 16 de julio de 2024.

### Nombramiento de Eluned Morgan
Eluned Morgan, entonces ministra de Sanidad y Servicios Sociales, fue la única candidata para suceder a Gething como líder de Welsh Labour. Fue oficialmente nominada por el grupo parlamentario el 20 de julio de 2024 y elegida por el Senedd como Ministra Principal el 6 de agosto de 2024, obteniendo 28 votos frente a los candidatos del Partido Conservador galés (15 votos) y Plaid Cymru (12 votos).
El 6 de agosto, Morgan anunció la designación de Huw Irranca-Davies como Viceministro principal, reintroduciendo esa figura por primera vez desde 2007.

## Apoyo parlamentario
| Cámara             | Fecha                                        | Candidato | Candidato                  | WL | WC | PC | Ind. | Total |
| ------------------ | -------------------------------------------- | --------- | -------------------------- | -- | -- | -- | ---- | ----- |
| Parlamento escocés | 6 de agosto de 2024 Mayoría simple requerida |           | Eluned Morgan              | 28 |    |    |      | 28/60 |
| Parlamento escocés | 6 de agosto de 2024 Mayoría simple requerida |           | Andrew Robert Tudor Davies |    | 15 |    |      | 15/60 |
| Parlamento escocés | 6 de agosto de 2024 Mayoría simple requerida |           | Rhun ap Iorwerth           |    |    | 12 |      | 12/60 |
| Parlamento escocés | 6 de agosto de 2024 Mayoría simple requerida | Abs.      | Abs.                       |    |    |    | 5    | 5/60  |

## Gabinete Ministerial
Partido Laborista Galés

### Ministra principal de Gales
| Fotografía | Ministra principal de Gales | Período             | Período     | Partido | Partido |
| Fotografía | Ministra principal de Gales | Inicio              | Fin         | Partido | Partido |
| ---------- | --------------------------- | ------------------- | ----------- | ------- | ------- |
|            | Eluned Morgan               | 6 de agosto de 2024 | En el cargo |         |         |

### Viceministro principal de Gales
| Fotografía | Viceministro principal de Gales | Período             | Período     | Partido | Partido |
| Fotografía | Viceministro principal de Gales | Inicio              | Fin         | Partido | Partido |
| ---------- | ------------------------------- | ------------------- | ----------- | ------- | ------- |
|            | Huw Irranca-Davies              | 6 de agosto de 2024 | En el cargo |         |         |

### Secretarias
| Secretaria                                                                                   | Fotografía | Titular            | Período                  | Período                  | Partido | Partido |
| Secretaria                                                                                   | Fotografía | Titular            | Inicio                   | Fin                      | Partido | Partido |
| -------------------------------------------------------------------------------------------- | ---------- | ------------------ | ------------------------ | ------------------------ | ------- | ------- |
| Cambio Climático y Asuntos Rurales                                                           |            | Huw Irranca-Davies | 6 de agosto de 2024      | En el cargo              |         |         |
| Economía, Transporte y Gales del Norte (2024-2024) Economía, Energía y Planificación (2024-) |            | Ken Skates         | 6 de agosto de 2024      | 11 de septiembre de 2024 |         |         |
| Economía, Transporte y Gales del Norte (2024-2024) Economía, Energía y Planificación (2024-) |            | Rebecca Evans      | 11 de septiembre de 2024 | En el cargo              |         |         |
| Educación                                                                                    |            | Lynne Neagle       | 6 de agosto de 2024      | En el cargo              |         |         |
| Finanzas y Constitución (2024-2024) Finanzas y Lengua Galesa (2024-)                         |            | Rebecca Evans      | 6 de agosto de 2024      | 11 de septiembre de 2024 |         |         |
| Finanzas y Constitución (2024-2024) Finanzas y Lengua Galesa (2024-)                         |            | Mark Drakeford     | 11 de septiembre de 2024 | En el cargo              |         |         |
| Justicia Social y Cultura (2024-2024) Justicia Social (2024-)                                |            | Jane Hutt          | 6 de agosto de 2024      | En el cargo              |         |         |
| Salud y Asistencia Social                                                                    |            | Mark Drakeford     | 6 de agosto de 2024      | 11 de septiembre de 2024 |         |         |
| Salud y Asistencia Social                                                                    |            | Jeremy Miles       | 11 de septiembre de 2024 | En el cargo              |         |         |
| Transporte y Gales del Norte                                                                 |            | Ken Skates         | 11 de septiembre de 2024 | En el cargo              |         |         |
| Vivienda, Gobierno Local y Planificación (2024-2024) Vivienda y Gobierno Local (2024-)       |            | Jayne Bryant       | 6 de agosto de 2024      | En el cargo              |         |         |

### Ministerios
| Ministerio                                                                        | Fotografía | Titular         | Período                  | Período                  | Partido | Partido |
| Ministerio                                                                        | Fotografía | Titular         | Inicio                   | Fin                      | Partido | Partido |
| --------------------------------------------------------------------------------- | ---------- | --------------- | ------------------------ | ------------------------ | ------- | ------- |
| Asistencia Social (2024-2024) Asistencia Social Infancia (2024-)                  |            | Dawn Bowden     | 6 de agosto de 2024      | En el cargo              |         |         |
| Cooperación Social (2024-2024) Cooperación Social, Cultura y Competencias (2024-) |            | Jack Sargeant   | 6 de agosto de 2024      | En el cargo              |         |         |
| Educación Superior y Continua                                                     |            | Vikki Howells   | 11 de septiembre de 2024 | En el cargo              |         |         |
| General Designado (2024-2024) General y Protección Jurídica (2024-)               |            | Elisabeth Jones | 6 de agosto de 2024      | 11 de septiembre de 2024 |         |         |
| General Designado (2024-2024) General y Protección Jurídica (2024-)               |            | Julie James     | 11 de septiembre de 2024 | En el cargo              |         |         |
| Salud Mental y Primera Infancia (2024-2024) Salud Mental y Bienestar (2024-)      |            | Sarah Murphy    | 6 de agosto de 2024      | En el cargo              |         |         |